# Nation of Domination
Nation of Domination (abreviada N.O.D) foi um stable de luta profissional heel, que atuou na World Wrestling Federation (WWF) entre 18 de Novembro de 1996 e 28 de Novembro de 1998.
O grupo foi formado pelo recém-chegado Faarooq em 1996 e permaneceu uma facção influente na empresa. Enquanto no grupo, The Rock foi uma vez Campeão Intercontinental e D'Lo Brown foi duas vezes Campeão Europeu.

## Conceito
O grupo foi baseado vagamente na Nação do Islã e um estilo de vida de gangue de rua Librate e grupo de bandidos (com membros do grupo adotando nomes islâmicos e vestindo capacetes muçulmanos) e o Partido dos Panteras Negras e sendo cobrado das Ruas do Capuz. O extremismo do tema pró-negro do grupo, às vezes, incluindo a "Nation Salute" e as tiradas raivosas de Faarooq no microfone, lhes rendeu uma quantidade excessiva de heat dos fãs nas arenas e Faarooq estava se chamando de "Ditador da Nação"

## História

### United States Wrestling Association (1996)
A Nation of Domination original foi formada em 1996 na United States Wrestling Association (USWA). O grupo foi liderado por PG-13, (uma tag team composta por J. C. Ice e Wolfie D). Membros adicionais incluíam Kareem Olajuwon, Sir Mohammad, Elijah, Brakkus, Shaquille Ali, Randy X e Queen Moisha.

### World Wrestling Federation

#### Primeiro NOD na WWF (1996–1997)
Um grupo separado chamado Nation of Domination foi a facção heel formada na WWF quando o lutador Faarooq se juntou ao empresário Clarence Mason. Na edição de 28 de outubro de 1996 do Monday Night Raw, o locutor Jim Ross revelou que Faarooq havia escolhido Mason como seu novo empresário depois que Ross recomendou os serviços de Mason para um processo contra Ahmed Johnson. Ross observou que a dupla apareceria no WWF Livewire naquele sábado com "grandes mudanças" reservadas para Faarooq, significando a queda de seu truque de "gladiador romano" em favor de um ditador da nação Os dois homens também foram acompanhados por três atores, Albert Armstrong, Charles Hines e Richard Beach, cujos nomes não foram reconhecidos na tela e deveriam representar outros membros da Nação. Muitos lutadores se juntaram a stable ao longo do tempo, incluindo PG-13, (J. C. Ice e Wolfie D), Crush, D'Lo Brown e Savio Vega. Sua primeira rivalidade foi com Ahmed Johnson, que tinha uma rivalidade com Faarooq desde o SummerSlam. No Royal Rumble, o Nation ajudou Faarooq durante sua partida contra Johnson. Faarooq perdeu por desqualificação após Crush interferir e atacar Johnson.
Faarooq, Crush e Vega eram os membros da Nation of Domination que lutavam enquanto outros os apoiavam durante suas lutas. Esses três homens muitas vezes se uniram em lutas de duplas de seis homens, como uma em In Your House 13: Final Four contra Bart Gunn, Goldust e Flash Funk e mais notavelmente em uma Chicago Street Fight na WrestleMania 13 contra a Legion of Doom (Hawk e Animal) e Ahmed Johnson. No A Cold Day In Hell, a Nação enfrentou Johnson em uma luta Gauntlet. Johnson derrotou Crush e Vega no Gauntlet antes de perder para Faarooq.

## Encarnações
- Primeira encarnação (heel)
  - Tipo: Stable
  - Atividade: 18 de Novembro de 1996 - 9 de Junho de 1997
  - Membros: Faarooq, Crush, Savio Vega, D'Lo Brown, JC Ice, Wolfie D e Clarence Mason (Manager)
- Segunda encarnação (heel)
  - Tipo: Stable
  - Atividade: 9 de Junho de 1997 - 30 de Março de 1998
  - Membros: Faarooq, The Rock, Kama Mustafa, D'Lo Brown, Ahmed Johnson e Mark Henry
- Terceira encarnação (heel)
  - Tipo: Stable
  - Atividade: 30 de Março de 1998 - 28 de Novembro de 1998
  - Membros: The Rock, D'Lo Brown, Owen Hart, The Godfather, Mark Henry